# Canton de Maizières-lès-Metz
Le canton de Maizières-lès-Metz est une ancienne division administrative française qui était située dans le département de la Moselle.

## Géographie
Ce canton est organisé autour de Maizières-lès-Metz et était situé dans l'arrondissement de Metz-Campagne jusqu'au 31 décembre 2014. Son altitude varie de 154 m (Hagondange) à 266 m (Semécourt) pour une altitude moyenne de 155 m.

## Histoire
Canton créé en 1973 (décret du 13 juillet 1973, division du Canton de Woippy), il a disparu en 2015, inclus dans le canton du Sillon mosellan en application du redécoupage cantonal de 2014 en France.

## Représentation
| Période                                  | Période          | Identité                             | Étiquette | Qualité |
| ---------------------------------------- | ---------------- | ------------------------------------ | --------- | --- |
| 1973                                     | 1979 (décès)     | Ferdinand Lodi (1914-1979)           | PCF       | Métallurgiste, puis chef d’équipe à l’Union des consommateurs de produits métallurgiques et industriels (UCPMI) à Hagondange Maire d'Hagondange (1966-1979) |
| 1979                                     | 1987 (décès)     | Claude Lamm (1941-1987)              | PCF       | Comptable à l’usine sidérurgique de l’UCPMI (Union des Consommateurs de Produits Métallurgiques et Industriels) Maire d'Hagondange (1979-1987)              |
| 1987                                     | 1992             | Claudette Lamm (épouse du précédent) | PCF       | Vendeuse, Hagondange |
| 1992                                     | 1998             | Jean-Claude Mahler                   | DVD       | Kinésithérapeute, maire d'Hagondange (1995-2020) |
| 1998                                     | 2012 (démission) | Gérard Terrier                       | PS        | Retraité Maire de Maizières-lès-Metz Député de 1997 à 2002 et de 2012 à 2014                                                                                |
| 2012                                     | 2015             | Aurélie Filippetti                   | PS        | Enseignante et écrivain Députée (2007-2012), Ministre de la Culture (2012-2014)                                                                             |
| Les données manquantes sont à compléter. |                  |                                      |           | |

## Composition
Le canton de Maizières-lès-Metz groupait 5 communes et comptait 29 092 habitants au recensement de 2011 (sans doubles comptes).
| Communes           | Population (2012) | Code postal | Code Insee |
| ------------------ | ----------------- | ----------- | ---------- |
| Hagondange         | 9 384             | 57300       | 57283      |
| Hauconcourt        | 540               | 57280       | 57303      |
| Maizières-lès-Metz | 10 774            | 57280       | 57433      |
| Semécourt          | 886               | 57280       | 57645      |
| Talange            | 7 508             | 57525       | 57663      |

## Démographie
| 1962   | 1968   | 1975   | 1982   | 1990   | 1999   | 2011   | 2014 |
| ------ | ------ | ------ | ------ | ------ | ------ | ------ | ---- |
| 25 115 | 28 524 | 30 581 | 28 551 | 26 250 | 27 244 | 29 092 | -    |